# Atletica leggera ai Giochi della II Olimpiade - 5000 metri a squadre
La gara dei 5000 metri a squadre dei Giochi della II Olimpiade si tenne il 22 luglio 1900 a Parigi, in occasione dei secondi Giochi olimpici dell'era moderna.

## Formula
In questa gara erano presenti 10 atleti facenti parte di 2 squadre differenti. Ad ogni atleta furono assegnati dei punti in base alla posizione finale. Vinse la squadra con meno punti.

## Partecipanti
| Squadre partecipanti                                                 |                                                                              |
| Squadra mista                                                        | Francia                                                                      |
| Charles Bennett Jack Rimmer Sidney Robinson Alfred Tysoe Stan Rowley | Henri Deloge Gaston Ragueneau Jean Chastanié Paul Castanet Albert Champoudry |

## Risultati

### Classifica individuale
| Pos. | Nazione       | Atleta            | Tempo        | Punti |
| ---- | ------------- | ----------------- | ------------ | ----- |
| 1    | Squadra mista | Charles Bennett   | 15'29"2      | 1     |
| 2    | Squadra mista | Jack Rimmer       | n/d          | 2     |
| 3    | Francia       | Henri Deloge      | n/d          | 3     |
| 4    | Francia       | Gaston Ragueneau  | n/d          | 4     |
| 5    | Francia       | Jean Chastanié    | n/d          | 5     |
| 6    | Squadra mista | Sidney Robinson   | n/d          | 6     |
| 7    | Squadra mista | Alfred Tysoe      | n/d          | 7     |
| 8    | Francia       | Paul Castanet     | n/d          | 8     |
| 9    | Francia       | Albert Champoudry | n/d          | 9     |
| 10   | Squadra mista | Stan Rowley       | r (a 3500 m) | 10    |

### Classifica a punti
| Pos.    | Squadra       | Punti |
| ------- | ------------- | ----- |
| Oro     | Squadra mista | 26    |
| Argento | Francia       | 29    |